# Platyspathius thyone
Platyspathius thyone är en stekelart som beskrevs av Nixon 1943. Platyspathius thyone ingår i släktet Platyspathius och familjen bracksteklar. Inga underarter finns listade i Catalogue of Life.